# 朗比雷勒
朗比雷勒（法語：Ramburelles，法語發音：[ʁɑ̃byʁɛl]）是法国上法蘭西大區索姆省的一个市镇，属于阿布维尔区。

## 地理
朗比雷勒（49°58'3"N, 1°42'35"E）面积4.59 平方千米，位于法国上法蘭西大區索姆省，该省份为法国北部沿海省份，北起加来海峡省和北部省，西接滨海塞纳省和大西洋英吉利海峡，南至瓦兹省，东临埃纳省。
与朗比雷勒接壤的市镇（或旧市镇、城区）包括：比安库尔、瑟里西比勒、弗拉米库尔、马尔泰讷维尔、朗比尔、圣马克桑、维勒鲁瓦。
朗比雷勒的时区为UTC+01:00、UTC+02:00（夏令时）。

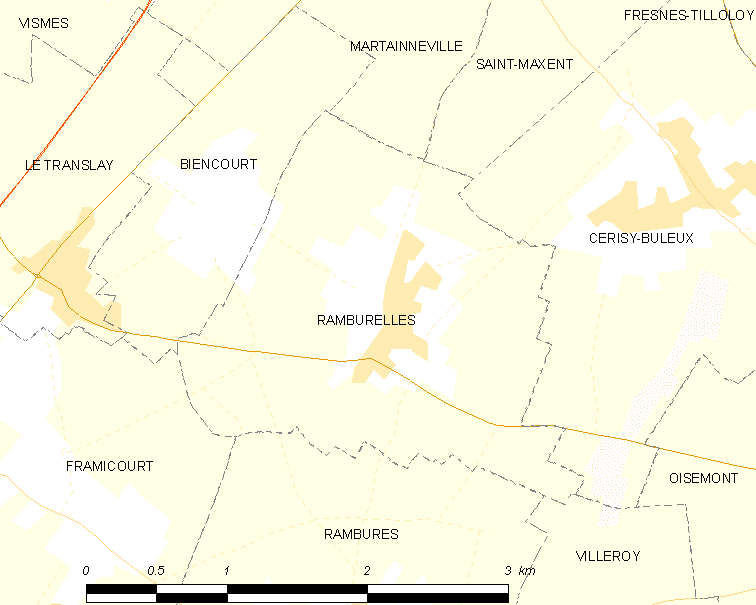
朗比雷勒的OSM定位图

## 行政
朗比雷勒的邮政编码为80140，INSEE市镇编码为80662。

## 政治
朗比雷勒所属的省级选区为加马什县。

## 人口

1962-2008年间朗比雷勒人口变化图示

朗比雷勒于2022年1月1日时的人口数量为260人。